# فال دي غالاينيرا
بلدية فال دي غالاينيرا (بالإسبانية: Gallinera)‏, هي بلدية تقع في مقاطعة اليكانتي. جنوب شرق إسبانيا. يبلغ عدد سكانها 632 نسمة.